# 车姓
車姓（古音：尺遮切：chya）是漢姓之一，在中國《百家姓》中排第229位。截至2008年，它目前是中國大陸境內第191名常見姓氏，境內車姓人口共有54萬人。車姓也是一個韓國姓氏。

## 起源
漢族車姓起源有六:
- 一、出自媯姓。據《元和姓纂》、《漢書》所載，舜後田氏之裔，漢武帝時丞相田千秋以年老獲得御賜乘小車出入省中榮殊，時人謂之車丞相，子孫後代因而改姓車氏。
- 二、出自嬴姓。據《路史》所載，春秋時秦國子車氏之後人，有後人改姓車。
- 三、據《世本》所載，相傳黃帝之臣車區占星氣，據傳乃車姓之始。
- 四、賜姓而來。據《聖君初政紀》所載，明時邳州指揮使車言，本姓信，洪武中有軍功，賜姓車。
- 五、出自他族。據《魏書·官氏志》所載，河南車姓，源自鮮卑人，北魏時改車氏、車非氏為車姓；據《魏書》所載，西域車氏，本車師國胡人，以國為氏；鄂倫春族特禾格氏漢姓為車；清時高麗人姓，世居平陽（今山西臨汾）；今朝鮮、滿、蒙古、回、白等民族均有此姓。
- 六、車師國消亡，國民以國為姓，即車姓。

## 郡望堂号

### 郡望
車姓在長期的繁衍播遷過程中，形成如下郡望：
1.魯國:西汉元年（公元前206年）将薛郡改为鲁国。相当于山东省曲阜泗水一带。
2.南平郡:以東晉車胤籍貫在南平郡為開祖，遂以南平為郡望。在今日福建省中部闽江上游的南平市。
3.河南郡:相当于今天河南洛阳一带。
4.京兆郡:車千秋第十世穆公，官拜京兆尹，子弟世居京兆郡，遂以京兆郡為郡望堂號，故祖牌上冠以京兆堂。

### 堂號
車姓主要堂號下:
1.「螢照堂」:取其成語「囊螢照讀」故事的晉代車胤年少時事蹟，取其螢照二字立堂。
2.「玉峰堂」:
3.「淮南堂」:以郡望淮南立堂號。
4.「還讀堂」:
5.「高露堂」:
6.「天水堂」:以郡望天水立堂號。

### 宗祠楹聯
- 四言通用聯:

望出京兆；姓啓車區。
- 全聯典指車氏的郡望和源流:

鴻臚頌美；螢火映書。
- 五言通用聯:

拂曙祥光滿；分晴曉色鮮。
- 八言及以上通用聯:

襲爵聯綿，占星光祖德；聚螢照讀，勤學有承傳。
博學工文，編宇宙紀略；平獄聽訟，留寬厚深恩。
讀書擅今古之名，位隆天部；博聞著宇宙之略，望重玉峯。

## 延伸阅读
[在维基数据编辑]
 《百家姓》
 《欽定古今圖書集成·明倫彙編·氏族典·車姓部》，出自陈梦雷《古今圖書集成》